# Santiago Ortiz Nuñez
Santiago Ortiz Núñez (1957) és un botànic i professor espanyol.
És catedràtic de botànica, en el Departament de Botànica, Facultat de Farmàcia, Universitat de Santiago de Compostel·la Campus Sud, universitat on du a terme activitats científiques en corologia de plantes vasculars i conservació dels recursos fitogenètics. Ha col·laborat per anys amb la publicació de Flora iberica.

## Algunes publicacions

### Llibres
- santiago Ortiz Núñez. 1987. Series de vegetación y su zonación altitudinal en el macizo de Pena Trevinca y Serra do Eixo. Ed. Universidad, Facultad de Biología, 28 pp. ISBN 8439896751, ISBN 9788439896753

## Honors
- Coeditor de Collectanea Botanica'[4]